# Tigres de la UANL (féminines)
Maillots
Actualités
Dernière mise à jour : 27 décembre 2024.
Le Club de Fútbol Tigres de la Universidad Autónoma de Nuevo León Femenil, plus couramment abrégé en Tigres de la UANL Femenil, est un club de football féminin mexicain basé à Monterrey.

## Histoire
Le club est créé le 5 décembre 2016, en tant que section féminine des Tigres de la UANL, club fondé en 1967. Le club dispute son premier match officiel le 3 mai 2017 en coupe de la Ligue, défaite 1-4 contre les Pumas UNAM.
Le 29 juillet 2017, les Tigres disputent le premier match de championnat à l'extérieur puis le 5 août le premier match à domicile au stade Universitario ou les Tigrillas obtiennent leur première victoire. En avril 2018, le club obtient son premier titre de champion du Mexique. La saison suivante les tigresses terminent le tournoi d'ouverture sans concéder de défaite, mais perdront la finale contre le Club América aux tirs au but.
Lors du tournoi de clôture 2019, les Tigres de l'UANL remportent leur deuxième titre. En 2020, le club remporte le tournoi Guard1anes 2020 (nom donné au tournoi d'ouverture), leur troisième titre national. Les Amazonas récidivent lors du tournoi de clôture 2021, et sont ainsi sacrées campeón de campeones.
Les Tigres atteignent ensuite en finale du tournoi d'ouverture 2021, mais perdent aux tirs au but face à leurs rivales de Monterrey, les Rayadas.
À l'été 2022, l'ancienne internationale canadienne Carmelina Moscato devient entraîneure des Tigres. Le club remporte le tournoi d'ouverture en battant le Club América (1-0, 2-0) devant une foule record (52 654 spectateurs à l'aller, 41 615 au retour). C'est le cinquième titre pour les Tigres, le club le plus titré du pays.
Carmelina Moscato quitte son poste en juin 2023, remplacée par l'Espagnole Milagros Martínez. En juillet 2023, les Tigres affrontent à nouveau le Club América, qui a remporté le tournoi de clôture 2023, pour le titre de Campeón de campeones. Les Amazonas l'emportent à l'aller et au retour (2-0, 1-0) et décrochent un deuxième titre.

## Palmarès
| Compétitions nationales | Compétitions internationales                                          |
| --- | --------------------------------------------------------------------- |
| - Liga MX Femenil (6) : - Champion : 2018 Cl., 2019 Cl., 2020, 2021 Cl. 2022 Ap. et 2023 Ap. - Vice-champion : 2018 Ap., 2019 Ap. et 2021 Ap. - Champion des champions (3) : - Vainqueur : 2020-2021, 2022-2023 et 2023-2024. | - Coupe des champions féminine de la CONCACAF - Finaliste : 2024-2025 |

## Rivalités
Les Tigres disputent le Clásico Regio face à l'autre équipe de Monterrey, les Rayadas.

## Partenariats
Le club a lancé des partenariats avec Angel City en NWSL et le Bayern Munich en Frauen-Bundesliga. Ces partenariats permettent des échanges de savoir-faire et sont l'occasion de disputer des matches amicaux.